# 徐荣凯
徐荣凯（1942年2月1日—），男，汉族，重庆人，中华人民共和国政治人物。曾任中国共产党第十六届中央委员会委员，中共云南省委副书记、云南省人民政府省长，全国人大教育科学文化卫生委员会副主任委员。

## 生平
1960年加入中国共产党。1966年毕业于清华大学动力系。1991年8月任轻工业部副部长。1993年1月任中国轻工业总会副会长。
1995年8月任国务院研究室副主任。1998年4月任国务院副秘书长。1998年6月任国家科技教育领导小组成员。1998年7月任中国国际减灾十年委员会副主任。1999年1月任全国拥军优属拥政爱民工作领导小组副组长。2000年10月任中国国际减灾委员会副主任。
2001年5月31日中共中央决定徐荣凯任中共云南省委委员、常委、副书记。2001年6月1日云南省第九届人民表大会常务委员会第二十二次会议决定任命徐荣凯为云南省副省长、代理省长。2001年12月16日中共云南省第七委员会第一次全体会议选举徐荣凯为云南省委委员、常委、副书记。2002年1月在云南省第九届人民代表大会第五次会议上当选为云南省省长。2003年1月在云南省第十届人民代表大会第一次会议上再次当选为云南省省长。
2006年10月在十届全国人大常委会第二十四次会议上被任命为为全国人大教育科学文化卫生委员会副主任委员。